# Valentina Serena
Pour les articles homonymes, voir Serena (homonymie).
Valentina Serena (née le 10 novembre 1981 à Oderzo, dans la province de Trévise en Vénétie) est une joueuse italienne de volley-ball. Elle mesure 1,84 m et joue au poste de passeuse. 

## Clubs
| Club                    | Pays        | De        | À         |
| ----------------------- | ----------- | --------- | --------- |
| AGS Volley              | Italie      | 1996-1997 | 1997-1998 |
| Romanelli Firenze       | Italie      | 1998-1999 | 1998-1999 |
| AGS Volley              | Italie      | 1999-2000 | 1999-2000 |
| Volley 2000 Spezzano    | Italie      | 2000-2001 | 2000-2001 |
| Team Volley Imola       | Italie      | 2001-2002 | 2001-2002 |
| VBC Cuneo               | Italie      | 2002-2003 | 2002-2003 |
| Spes Volley             | Italie      | 2003-2004 | 2003-2004 |
| Sassuolo Volley         | Italie      | 2004-2005 | 2004-2005 |
| Jogging Volley Altamura | Italie      | 2005-2006 | 2005-2006 |
| Spes Volley             | Italie      | 2006-2007 | 2008-2009 |
| MKE Ankaragücü          | Turquie     | 2009-2010 | 2009-2010 |
| Volley Bergame          | Italie      | 2010-2010 | 2010-2010 |
| Busto Arsizio           | Italie      | 2010-2011 | 2010-2011 |
| Volley Bergame          | Italie      | 2011-2012 | 2011-2012 |
| Muszynianka Muszyna     | Pologne     | 2012-2013 | 2012-2013 |
| İqtisadçı VK            | Azerbaïdjan | 2013-2014 | …         |

## Palmarès
- Ligue des champions
  - Vainqueur : 2010.
- Supercoupe d'Italie
  - Vainqueur : 2011.
- Coupe de la CEV
  - Vainqueur :2013.